# يم مشهدي
يم مشهدي (ولدت 1397 هـ / 1977 م) صَحَفية وكاتبة مسلسلات سورية.

## سيرتها
وُلدت يَمّ مَشْهَدي في دمشق، يوم الاثنين 17 ذي الحِجَّة 1397هـ الموافق 28 نوفمبر 1977م.
درست النقد المسرحي في المعهد العالي للفنون المسرحية بدمشق، وحصلت منه على الإجازة عام 2005، وكان مشروع تخرُّجها كتابة مسرحية «باريس في الظل». 
عملت في الصِّحافة اللبنانية والعربية بين عامي 1997 و2005، ومع تألق الدراما السورية كتبت عملها الدرامي الأول «وشاء الهوى» وقدَّمته للمخرج زهير قنوع الذي كان مديرًا لإحدى شركات الإنتاج. ثم كتبت مسلسل «يوم ممطر آخر» عام 2008، وعرضته على الممثل عبد الهادي صباغ صاحب شركة زنوبيا للإنتاج، تبعه مسلسلا «تخت شرقي» و«قلم حمرة» الذي تناول موضوع الأزمة السورية.
يم مشهدي متزوِّجة ولديها ابنٌ وحيد اسمه ورد.

## أعمالها

#### في التأليف التلفازي
| سنة الإنتاج | اسم المسلسل  | المخرج      |
| ----------- | ------------ | ----------- |
| 2006        | وشاء الهوى   | زهير قنوع   |
| 2008        | يوم ممطر آخر | رشا شربتجي  |
| 2010        | تخت شرقي     | رشا شربتجي  |
| 2014        | قلم حمرة     | حاتم علي    |
| 2019        | بروفا        | رشا شربتجي  |
| 2023        | الثمن        | فكرت قاضي   |
| 2023        | أقل من عادي  | نور أرناؤوط |